# Simon Kroon
Simon Kroon (født 16. juni 1993) er en svensk fodboldspiller, der spiller for Östersunds FK i Allsvenskan. Han var i 2015-16-sæsonen med til at vinde sølv med SønderjyskE.

## Klubkarriere
Han har spillet i Malmø, hvor han både har spillet Champions League samt spillet i den svenske liga. 
Den 21. december 2015 blev det så offentliggjort, at Simon Kroon skiftede til SønderjyskE, hvor han skrev under på en kontrakt frem til 30. juni 2018.
Den 29. januar 2017 blev det offentliggjort, at Simon Kroon skiftede til FC Midtjylland, hvor han skrev under på en fireårig kontrakt. Den 19. januar 2018 skrev under på en lejeaftale med sin tidligere klub SønderjyskE for den resterende del af 2017-18-sæsonen.
Han skrev den 27. juli 2018 under på en kontrakt med den svenske klub Östersunds FK.

## Titler

### Klub
Malmö FF
- Allsvenskan: 2013, 2014
- Svenska Supercupen: 2013, 2014